# إبراهام باشا
إبراهام باشا هو دبلوماسي (وحمل سابقاً جنسية الدولة العثمانية)، ولد في 1833، وتوفي في 1918.